# Swietłahorsk
Swietłahorsk (biał. Светлагорск; ros. Светлогорск, Swietłogorsk; do 1961 roku Szaciłki) – miasto na Białorusi, w obwodzie homelskim, nad Berezyną, siedziba administracyjna rejonu swietłahorskiego. 69,9 tys. mieszkańców (2010). Przemysł chemiczny (włókna sztuczne), materiałów budowlanych, celulozowo-papierniczy. Stacja kolejowa na linii Żłobin – Kalinkowicze.
W końcu XVIII wieku był to zaścianek królewski w starostwie niegrodowym bobrujskim, w powiecie rzeczyckim, w województwie mińskim. W 1650 roku istniał tu kościół katolicki.

## Miasta partnerskie
- Bielsk Podlaski
- Helmstedt